# Superman/Batman: Wrogowie publiczni
Superman/Batman: Wrogowie publiczni (ang. Superman/Batman: Public Enemies) – amerykański film animowany z 2009 roku, wyreżyserowany przez Sama Liu na podstawie pierwszego tomu serii Superman/Batman, zatytułowanego Wrogowie publiczni.

## Fabuła
Lex Luthor zostaje prezydentem USA i gromadzi wokół siebie grupę superbohaterów, wierzących w jego przemianę i dobre intencje.
Rząd Stanów Zjednoczonych informuje społeczeństwo, że w kierunku Ziemi zbliża się meteoroid, będący niegdyś fragmentem Kryptona - ojczystej planety Supermana. Luthor postanawia upiec dwie pieczenie na jednym ogniu: z jednej strony pragnie osobiście (bez pomocy superbohaterów) zniszczyć meteoroid z pomocą głowic nuklearnych, a jednocześnie wrabia Supermana w morderstwo, sugerując następnie, że jego niecodzienne postępowanie jest rezultatem promieniowania pochodzącego z nadlatującego kryptonitu. W związku z nadzwyczajną sytuacją wyznacza 1 miliard dolarów nagrody za głowę Człowieka ze Stali.
Superman, usiłując pozbyć się meteoroidu zarówno dla dobra ludzkości, jak i własnego, decyduje się sprzymierzyć z Batmanem.

## Obsada
- Clancy Brown – Lex Luthor
- Kevin Conroy – Batman
- Tim Daly – Superman
- Xander Berkeley – Kapitan Atom
- Corey Burton – Kapitan Marvel, Solomon Grundy
- Ricardo Chavira – major Force
- Allison Mack – Power Girl
- John C. McGinley – Metallo
- C. C. H. Pounder – Amanda Waller
- LeVar Burton – Black Lightning
- Calvin Tran – Toyman
- Mark Jonathan Davis – prezenter telewizyjny
- Brian George – Goryl Grodd
- Jennifer Hale – Starfire, Killer Frost
- Rachael MacFarlane – Nightshade/Lady Shiva
- Alan Oppenheimer – Alfred Pennyworth
- Andrea Romano – Giganta, komputer
- Bruce Timm – Mongul
- Michael Gough – Hawkman, Kapitan Cold
- Jonathan Adams – generał